# Жобер, Марлен
Марле́н Жобе́р (фр. Marlène Jobert; род. 4 ноября 1940, Алжир, Французский Алжир, Франция) — французская актриса кино и театра, писательница.

## Биография
Родилась во Французском Алжире в сефардской семье. Училась в консерватории Дижона, затем в Высшей национальной консерватории драматического искусства в Париже. С 1963 года играла в театре, в 1966 году дебютировала в кино у Годара, с 1967 года снималась на телевидении (последние роли датируются 1998 годом). Читала на радио сказки Перро, Андерсена, Киплинга и др. Автор популярных книг о композиторах-классиках.
Замужем за стоматологом Уолтером Грином. Дочери-двойняшки — Джой и Ева Грин.

## Фильмография
- 1966 — Мужское — женское — Элизабет
- 1966 — Солдат Мартен[фр.] — партизанка
- 1967 — Вор — Бросали
- 1967 — Блаженный Александр — Агата
- 1968 — Не надо принимать божьих детей за диких уток[фр.] — Рита
- 1968 — Астрагал[фр.] — Анна
- 1969 — Пассажир дождя — Мели
- 1969 — Последнее известное место жительства — Жанна Дюма
- 1971 — Повторный брак — Шарлотта
- 1971 — Побег[фр.] — Лорен
- 1971 — Поймать шпиона[англ.] — Фабиен
- 1971 — Чудовищная декада — Элен
- 1972 — Мы не состаримся вместе[фр.] — Катрин
- 1974 — Жюльет и Жюльет — Жюльет Росенек
- 1974 — Секрет[фр.] — Джулия
- 1975 — Сумасшедшую – убить[фр.] — Жюли
- 1975 — Не такой уж и плохой[фр.] — Нелли
- 1976 — Добрый и злые — Лола
- 1977 — Жюли-липучка[фр.] — Жюли
- 1977 — Обвинитель[фр.] — Мадам Арангрюд
- 1978 — Навестим маму, папа работает[фр.] — Агнес
- 1979 — Игрушка[фр.] — Ада Барлетта
- 1979 — Война полиций — Мари
- 1981 — Грязное дело[фр.] — Элен
- 1981 — Обнажённая любовь — Клер
- 1983 — Взлом[фр.] — Кристин
- 1984 — Всадники бури[фр.] — Мари
- 1984 — Воспоминания, воспоминания[фр.] — Надя
- 1989 — Аисты – не такие, как о них думают[фр.] — Мари

## Признание
- Почётная премия Сезар (2007).
- Командор ордена Искусств и литературы (2014).
- Кавалер ордена Почётного легиона (2022).